# Lutas nos Jogos Olímpicos de Verão de 2024 - Livre até 86 kg masculino
A categoria livre até 86 kg masculino das lutas nos Jogos Olímpicos de Verão de 2024 foi realizada no Grand Palais Éphémère em Paris, França, em 8 e 9 de agosto de 2024. Um total de 16 lutadores, cada um representando um Comitê Olímpico Nacional (CON), participaram do evento.

## Qualificação
Dezesseis vagas de cota estavam disponíveis, com cada CON restrito a no máximo uma vaga. Foram atribuídas cinco vagas no Campeonato Mundial de Luta de 2023, entre 16 e 24 de setembro em Belgrado, na Sérvia. Os finalistas de cada categoria nos quatro torneios de qualificação continentais (Ásia, Europa, Américas e o combinado África e Oceania) também receberam vagas de cota. O restante das vagas foi alocado no Torneio de Qualificação Olímpica de 2024, oferecendo um mínimo de três cotas.

## Calendário
Horário local (UTC+2)
| Data                | Horário | Fase                |
| ------------------- | ------- | ------------------- |
| 8 de agosto de 2024 | 11:30   | Fases eliminatórias |
| 8 de agosto de 2024 | 18:15   | Semifinais          |
| 9 de agosto de 2024 | 11:00   | Repescagem          |
| 9 de agosto de 2024 | 19:30   | Finais              |

## Medalhistas
| Ouro   | BUL Magomed Ramazanov                 |
| Prata  | IRI Hassan Yazdani                    |
| Bronze | USA Aaron Brooks GRE Dauren Kurugliev |

## Resultados
A competição foi realizada em dois dias até a definição dos medalhistas:
Legenda
- F — Vitória por queda.

### Chave principal
|  | Oitavas de final               | Oitavas de final               | Oitavas de final |  |  | Quartas de final       | Quartas de final       | Quartas de final      |   |                  | Semifinais            | Semifinais            | Semifinais |  |  | Final | Final | Final |
|  |                                |                                |                  |  |  |                        |                        |                       |   |                  |                       |                       |            |  |  |       |       |       |
|  | KAZ Azamat Dauletbekov         | KAZ Azamat Dauletbekov         | 3                |  |  |                        |                        |                       |   |                  |                       |                       |            |  |  |       |       |       |
|  | USA Aaron Brooks               | USA Aaron Brooks               | 4                |  |  | USA Aaron Brooks       | USA Aaron Brooks       | 11                    |   |                  |                       |                       |            |  |  |       |       |       |
|  | ALG Fateh Benferdjallah        | ALG Fateh Benferdjallah        | 0                |  |  | JPN Hayato Ishiguro    | JPN Hayato Ishiguro    | 1                     |   |                  |                       |                       |            |  |  |       |       |       |
|  | JPN Hayato Ishiguro            | JPN Hayato Ishiguro            | 11               |  |  |                        |                        |                       |   | USA Aaron Brooks | USA Aaron Brooks      | 3                     |            |  |  |       |       |       |
|  | BUL Magomed Ramazanov          | BUL Magomed Ramazanov          | 12               |  |  |                        | BUL Magomed Ramazanov  | BUL Magomed Ramazanov | 4 |                  |                       |                       |            |  |  |       |       |       |
|  | CAN Alex Moore                 | CAN Alex Moore                 | 2                |  |  | BUL Magomed Ramazanov  | BUL Magomed Ramazanov  | 4F                    |   |                  |                       |                       |            |  |  |       |       |       |
|  | GEO Vladimeri Gamkrelidze      | GEO Vladimeri Gamkrelidze      | 1                |  |  | UZB Javrail Shapiev    | UZB Javrail Shapiev    | 1                     |   |                  |                       |                       |            |  |  |       |       |       |
|  | UZB Javrail Shapiev            | UZB Javrail Shapiev            | 5                |  |  |                        |                        |                       |   |                  | BUL Magomed Ramazanov | BUL Magomed Ramazanov | 7          |  |  |       |       |       |
|  | SMR Myles Amine                | SMR Myles Amine                | 7                |  |  |                        | IRI Hassan Yazdani     | IRI Hassan Yazdani    | 1 |                  |                       |                       |            |  |  |       |       |       |
|  | UKR Vasyl Mykhailov            | UKR Vasyl Mykhailov            | 4                |  |  | SMR Myles Amine        | SMR Myles Amine        | 16                    |   |                  |                       |                       |            |  |  |       |       |       |
|  | AZE Osman Nurmagomedov         | AZE Osman Nurmagomedov         | 11               |  |  | AZE Osman Nurmagomedov | AZE Osman Nurmagomedov | 14                    |   |                  |                       |                       |            |  |  |       |       |       |
|  | MGL Byambasürengiin Bat-Erdene | MGL Byambasürengiin Bat-Erdene | 2                |  |  |                        |                        |                       |   | SMR Myles Amine  | SMR Myles Amine       | 1                     |            |  |  |       |       |       |
|  | GRE Dauren Kurugliev           | GRE Dauren Kurugliev           | 11               |  |  |                        | IRI Hassan Yazdani     | IRI Hassan Yazdani    | 7 |                  |                       |                       |            |  |  |       |       |       |
|  | PUR Ethan Ramos                | PUR Ethan Ramos                | 0                |  |  | GRE Dauren Kurugliev   | GRE Dauren Kurugliev   | 4                     |   |                  |                       |                       |            |  |  |       |       |       |
|  | AUS Jayden Lawrence            | AUS Jayden Lawrence            | 0                |  |  | IRI Hassan Yazdani     | IRI Hassan Yazdani     | 9                     |   |                  |                       |                       |            |  |  |       |       |       |
|  | IRI Hassan Yazdani             | IRI Hassan Yazdani             | 10               |  |  |                        |                        |                       |   |                  |                       |                       |            |  |  |       |       |       |

### Repescagem
|  | Repescagem           | Repescagem           | Repescagem |  | Disputa pelo bronze  | Disputa pelo bronze  | Disputa pelo bronze |  |  |  |  |
|  |                      |                      |            |  |                      |                      |                     |  |  |  |  |
|  | CAN Alex Moore       | CAN Alex Moore       | 1          |  | UZB Javrail Shapiev  | UZB Javrail Shapiev  | 0                   |  |  |  |  |
|  | UZB Javrail Shapiev  | UZB Javrail Shapiev  | 6          |  | USA Aaron Brooks     | USA Aaron Brooks     | 5                   |  |  |  |  |
|  |                      |                      |            |  |                      |                      |                     |  |  |  |  |
|  | AUS Jayden Lawrence  | AUS Jayden Lawrence  | 0          |  | GRE Dauren Kurugliev | GRE Dauren Kurugliev | 5                   |  |  |  |  |
|  | GRE Dauren Kurugliev | GRE Dauren Kurugliev | 10         |  | SMR Myles Amine      | SMR Myles Amine      | 4                   |  |  |  |  |